# Осьно-Любуске
Осьно-Любуске (пол. Ośno Lubuskie), Дроссен (нем. Drossen) — город в Польше, входит в Любушское воеводство, Слубицкий повят. Имеет статус городско-сельской гмины. Занимает площадь 8,01 км². Население — 3730 человек (на 2004 год).

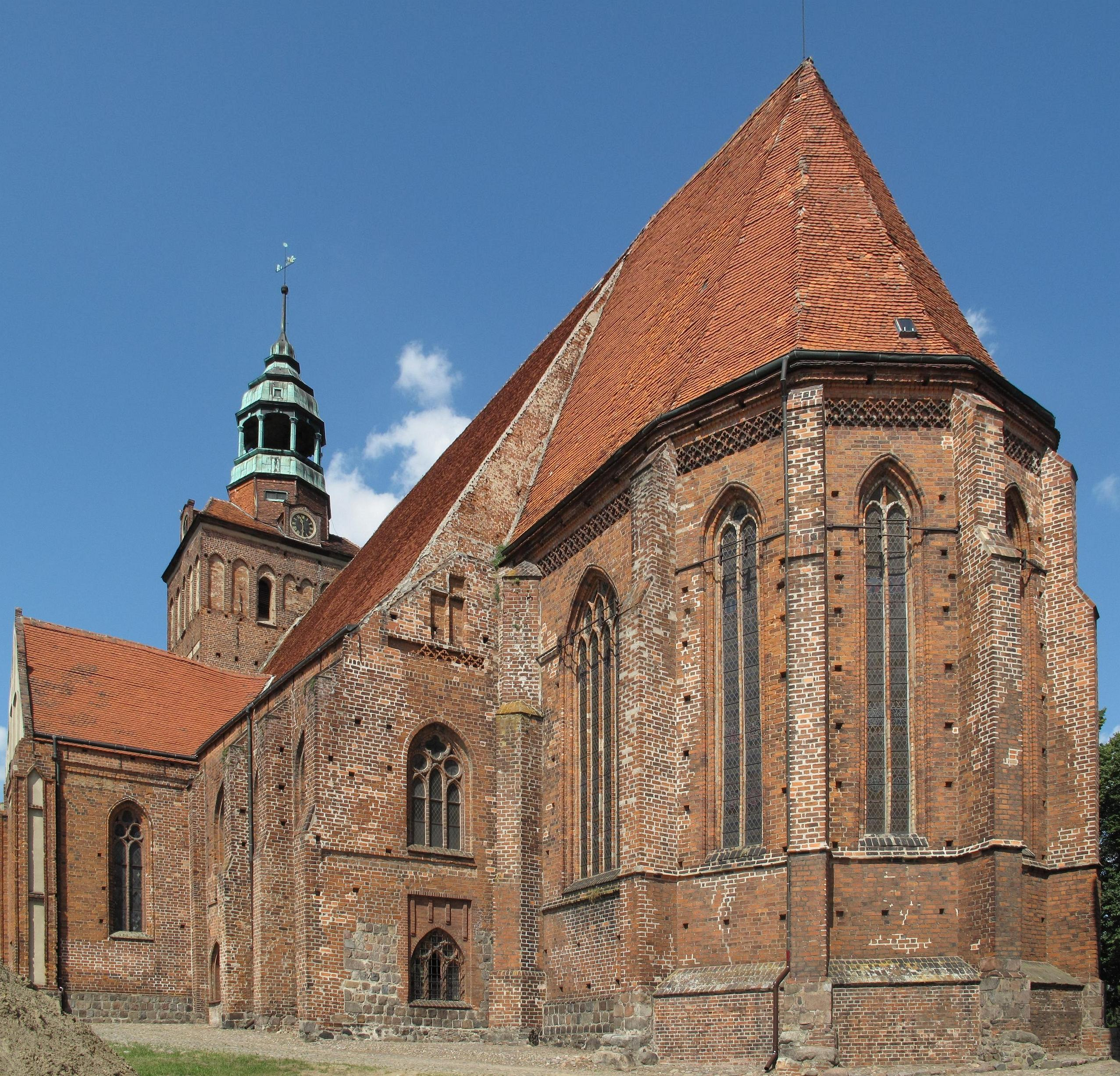
Костёл св. Якуба, XIII в.
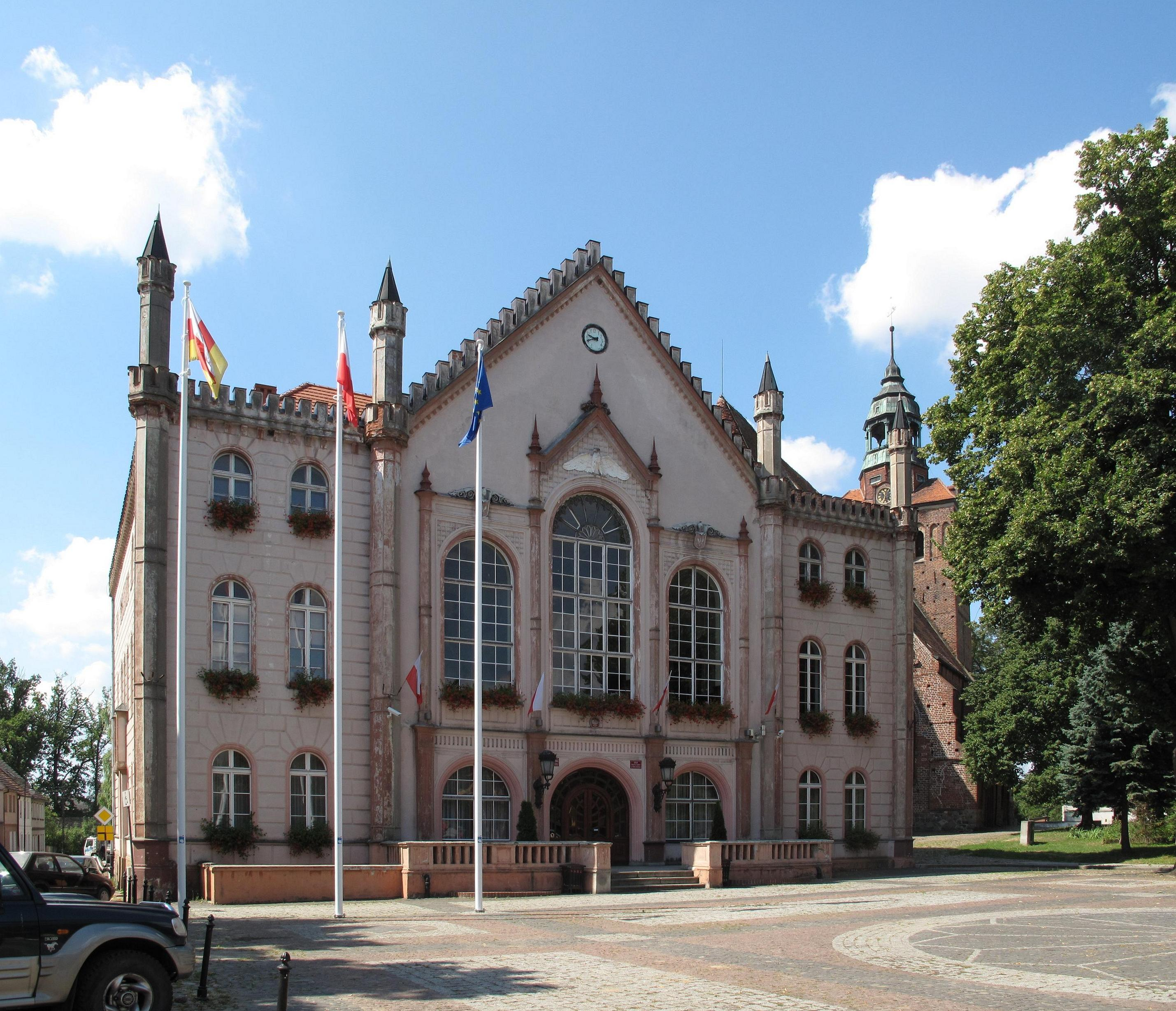
Ратуша
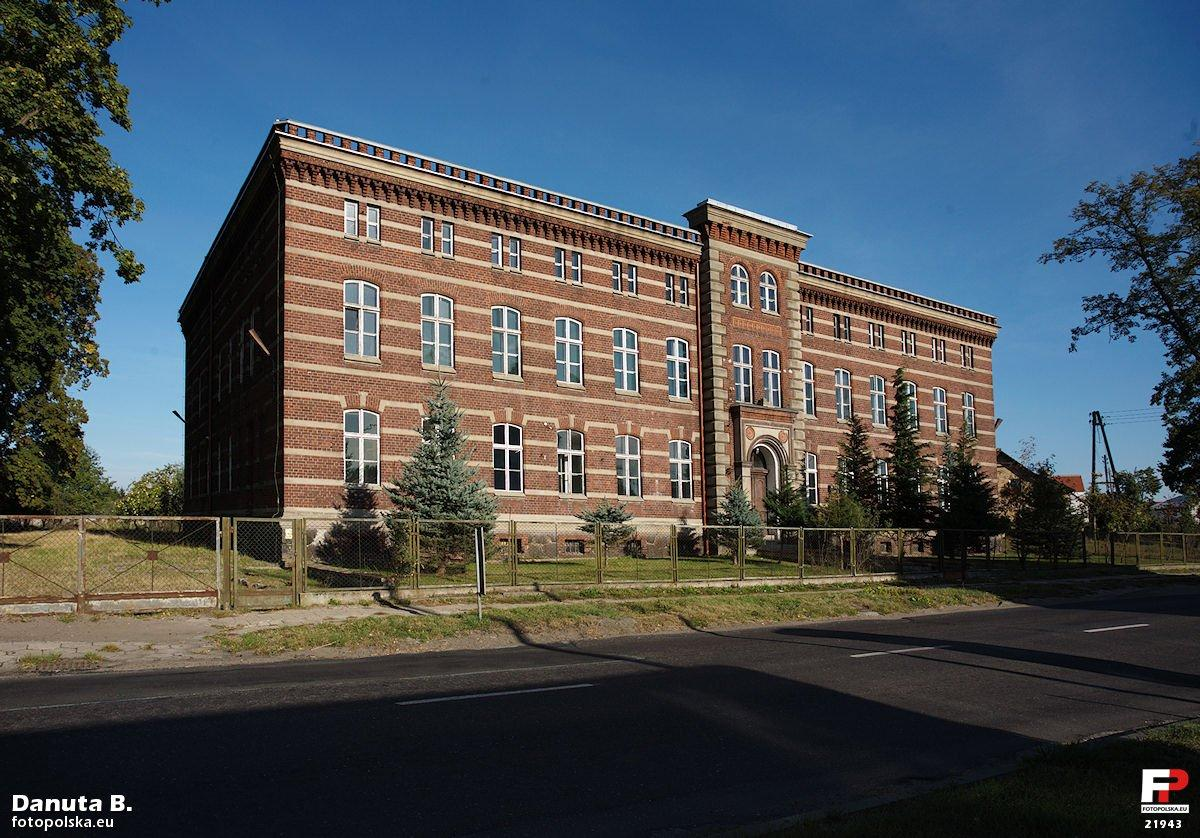
Школа-интернат бывшей учительской семинарии 1862-1864 гг. постройки